# آن غرين
آن غرين (بالإنجليزية: Anne Green)‏ (1891، سافانا في الولايات المتحدة - 11 ديسمبر 1979، باريس في فرنسا)؛ مترجمة، كاتِبة وروائية أمريكية.